# Skironische Felsen

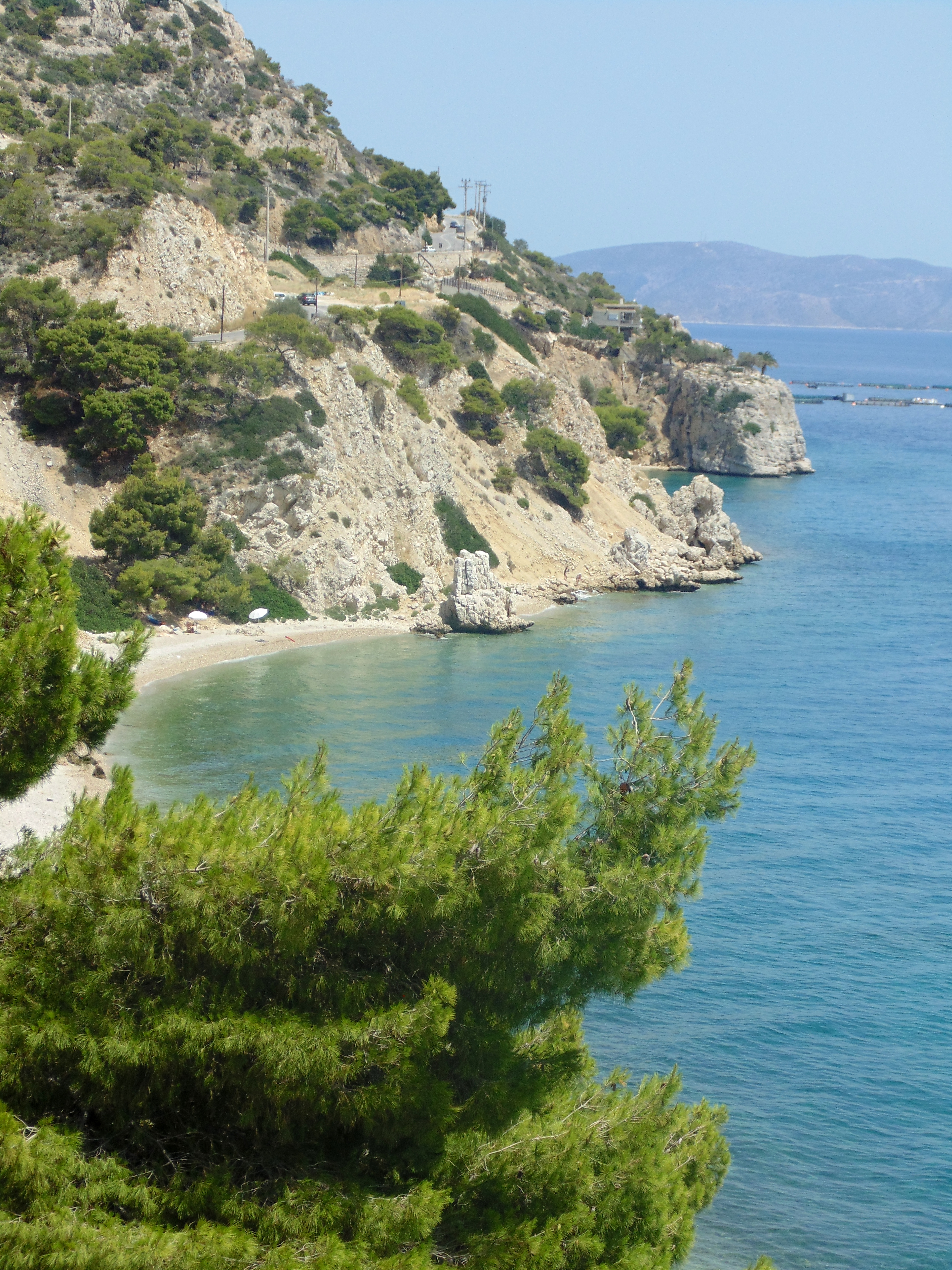
Skironische Felsen bei Megara

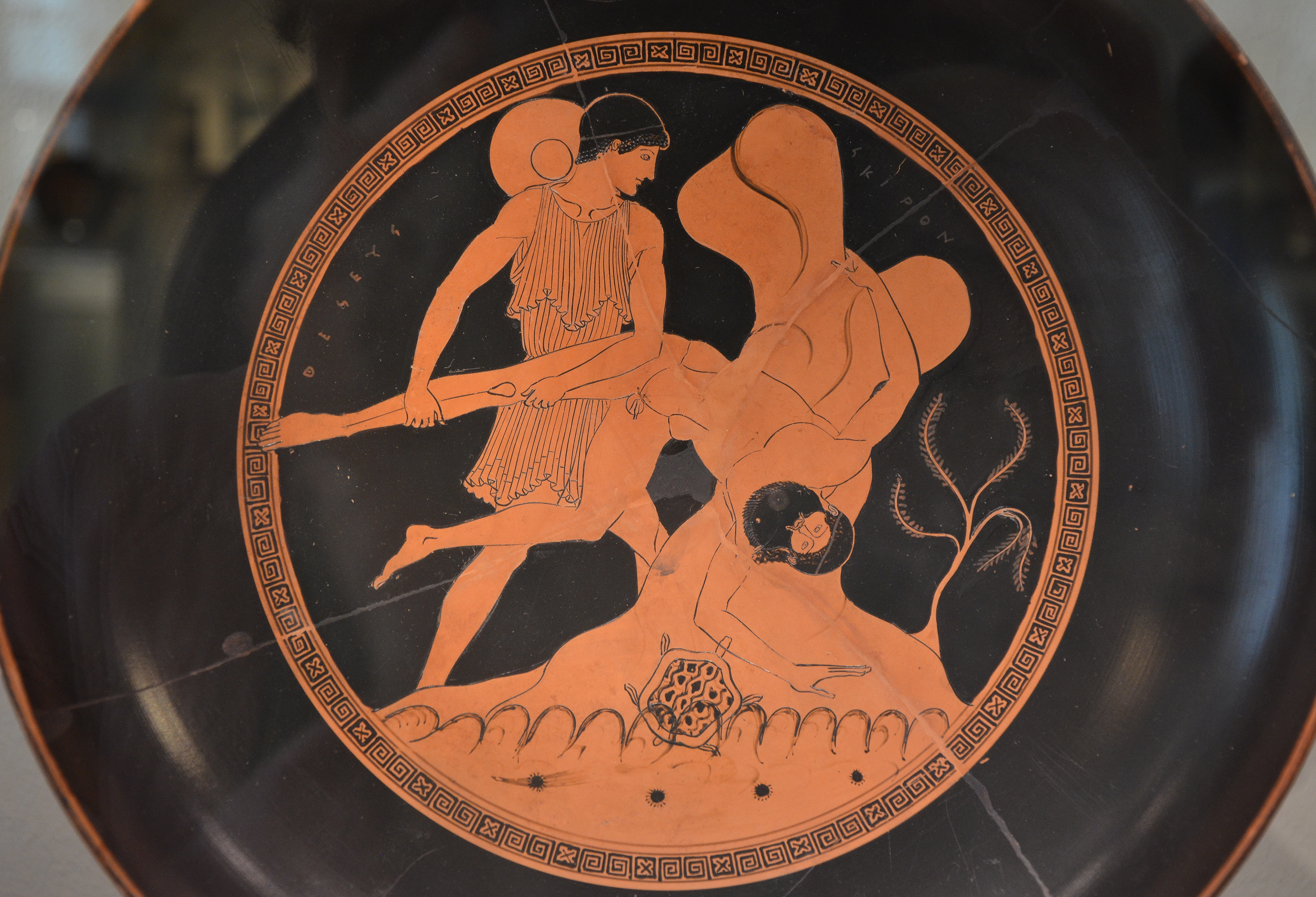
Trinkschale: Theseus stürzt Skiron ins Meer

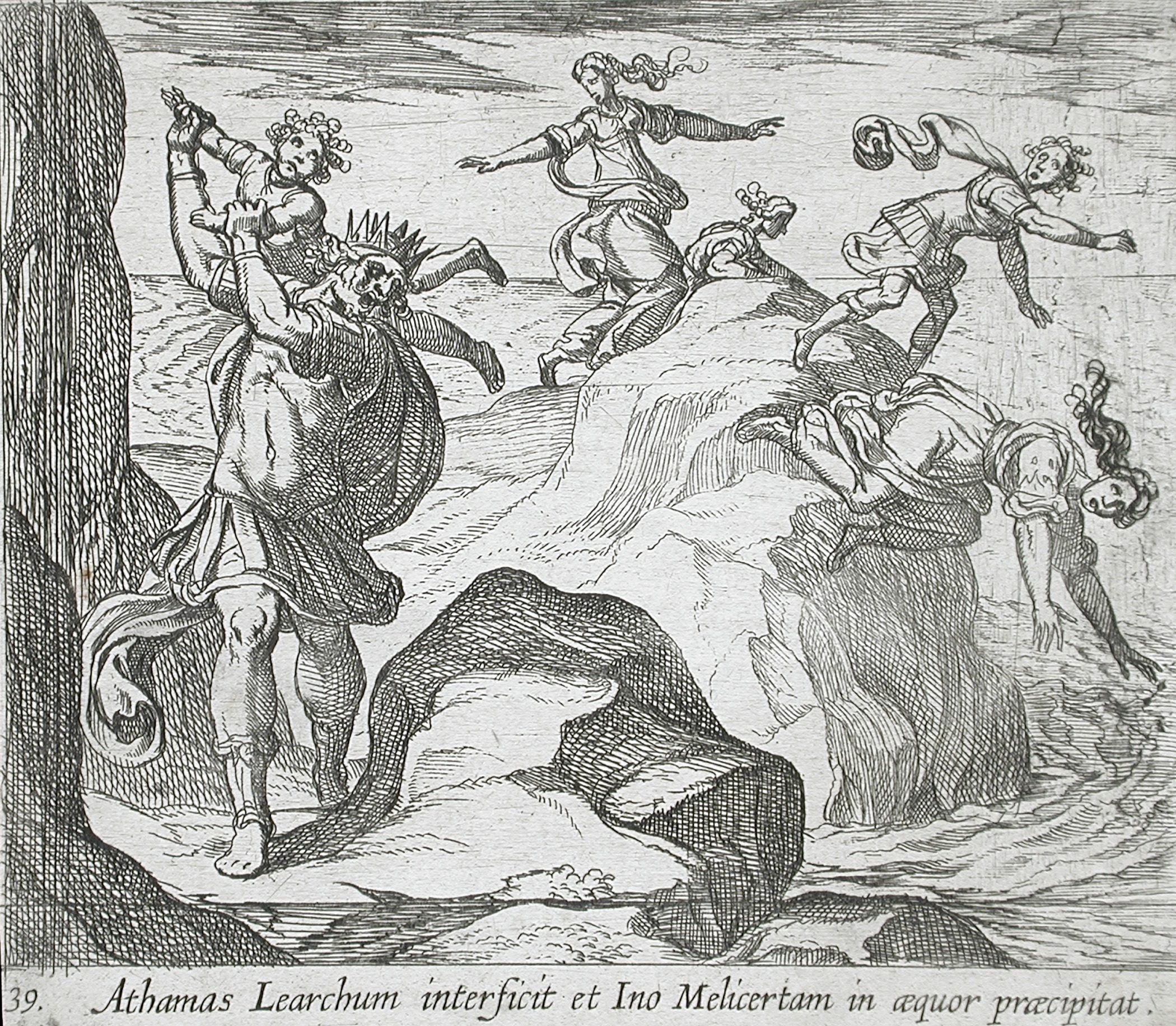
Ino stürzt sich mit Melikertes vom Molurischen Felsen

Skironische Felsen (griechisch Σκιρωνίδες πέτρες Skironĭdes Petres, altgriechisch Σκειρωνίδες πέτραι Skeironĭdes Petrai, lat. Scironia saxa) oder Skirades (altgriechisch Σκιράδες Skirades) wurde der südöstliche schroffe Abhang der Oneischen Berge, dem heutigen Gerania-Gebirge, genannt. Sie lagen auf dem Isthmus von Korinth zwischen Krommyon und Megara, wo die Oneischen Berge an den Saronischen Meerbusens stoßen. Heute wird der Bereich Kakia Skala (griechisch Κακιά Σκάλα = Schlechte Treppe) genannt.

## Mythologie
Entlang der schroffen Küste bei den Skironischen Felsen führte die wichtigste Verbindung von Korinth nach Athen. Hier soll Skiron den Reisenden aufgelauert haben. Er zwang sie, ihm als Wegezoll die Füße zu waschen. Während sie dies taten, soll er sie mit dem Fuß den Abhang hinunter gestoßen haben. Unterhalb dieser Stelle soll ein Felsen in Form einer Schildkröte gewesen sein, der deshalb auch Chelone (altgriechisch χεώνη = Schildkröte) genannt wurde. Nach einer Variante der Sage lauerte im Wasser unterhalb des Felsen eine Meeresschildkröte, die die heruntergeworfenen Menschen verschlang. Als Theseus hier auf Skiron traf und ihm die Füße wusch, erfasste er Skirons Füße und schleuderte ihn ins Meer der Schildkröte zum Fraß. Skirons Gebeine sollen sich in die Felsen verwandelt haben.
Nach einer Variante der Sage um Hippolytos, dem Sohn des Theseus, soll dieser mit seinem Wagen entlang der Skironischen Felsen gefahren sein, als die Pferde von einem Meerungeheuer aufgeschreckt wurden und durchgingen. Hippolytos fiel vom Wagen, verfing sich aber in den Zügeln und wurde zu Tode geschleift.
Von dem Molouris oder Molurischen Felsen, dem steilsten Felsen der Skironischen Felsen, soll sich einst Ino zusammen mit ihrem Sohn Melikertes ins Meer gestürzt haben. Der Leichnam von Melikertes wurde von einem Delphin an den Strand bei Isthmia getragen. Man verehrte ihn deshalb als Palaimon und veranstaltete für ihn die Isthmischen Spiele. Ino verehrte man als Leukothea. Der Molurische Felsen war der Leukothea und dem Palaimon heilig. Die Felsen östlich des Molurischen Felsens galten jedoch als verflucht, weil Skiros hier sein Unwesen trieb.
Da die Herakleiden zu Demophon von Athen, dem Sohn des Theseus, geflohen waren, griff Eurystheus die Stadt Athen an. Er wurde jedoch besiegt und floh auf seinem Wagen nach Westen. Nach Euripides wurde er bei den Skironischen Felsen von Iolaos eingeholt, gefangen genommen und vor Alkmene gebracht, die ihn hinrichten ließ. Bei Pausanias wurde er von Iolaos sofort getötet und bei den Skironischen Felsen begraben. Nach der Bibliotheke des Apollodor war es Hyllos, der Eurystheus bei den Skironischen Felsen einholte und enthauptete.
Bei Publius Papinius Statius nahm auch Polyneikes die Straßen entlang den Skironischen Felsen, als er aus Theben verbannt worden war und nach Argos zog.

## Benennung
Der Namen Skironische Felsen bedeutete ursprünglich Gips- oder Kalkfelsen (altgriechisch σκίρος = Gips). Später deutete man Skiron als Eigenname, der in den Mythos einfloss. Nach Simonides von Keos und Pausanias war Skiron kein Räuber, sondern bekämpfte selbst die Straßenräuberei und baute den sogenannten Skironischen Weg entlang den Skironischen Felsen für Fußgänger aus. Auch später scheint es noch Wegelagerer gegeben zu haben. Alkiphron schrieb im 2. Jahrhundert n. Chr. in einem fiktiven Brief des Limustes an Thrasocydoemus, dass er sich einst einer Räuberbande anschloss und Reisende bei den Skironischen Felsen überfiel und ausraubte.

## Geschichte

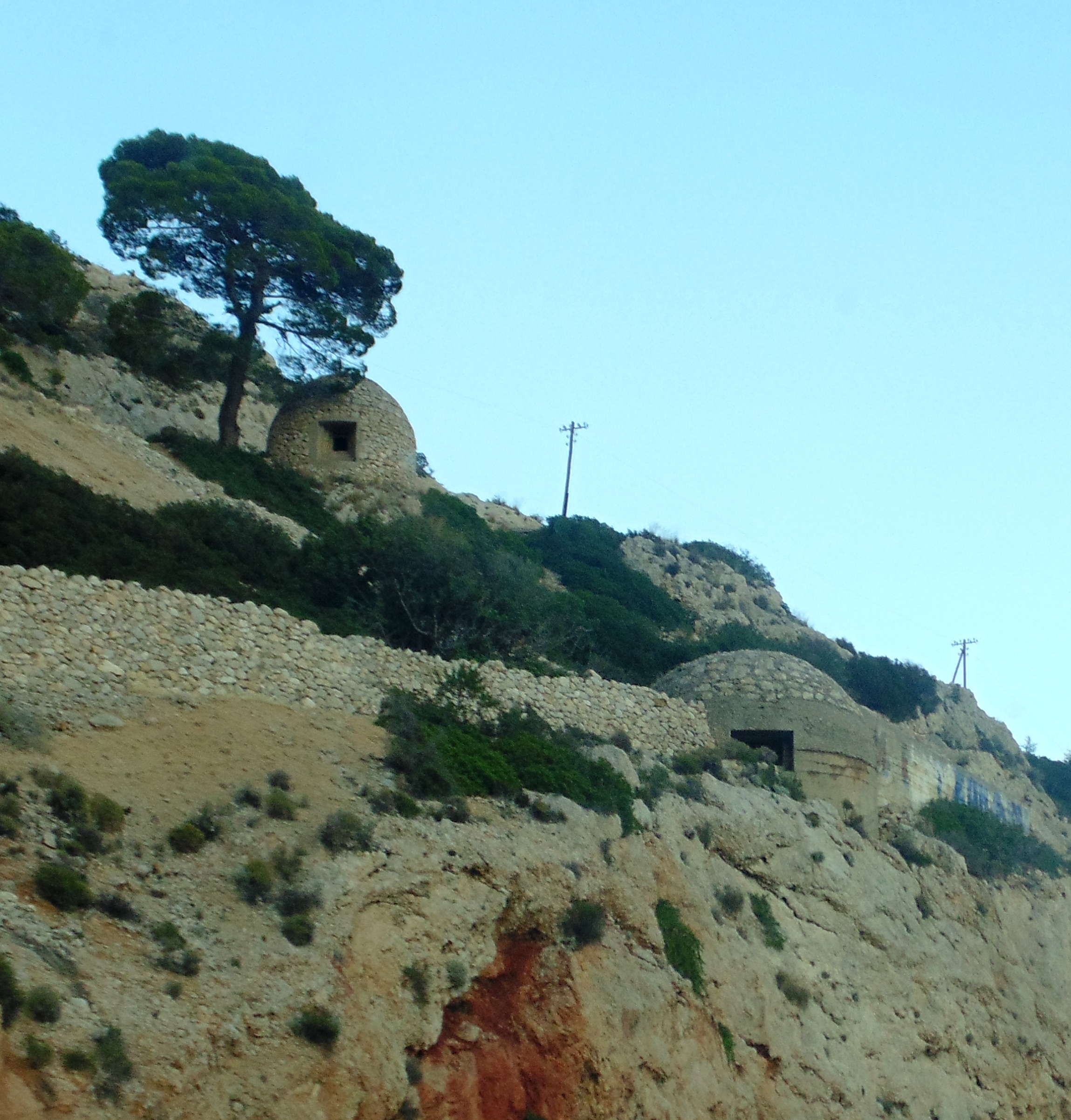
Zwei Bunker aus dem Zweiten Weltkrieg

Die Skironischen Felsen erstrecken sich über eine Strecke von 6 römischen Meilen, also etwa 9 km. Genauso lang war der Skironische Weg. Er begann im Osten etwa bei dem Grab des Kar und endete im Westen etwa beim heutigen Kineta. Man nimmt an, dass der antike Weg etwa dem Verlauf der Bahngleise der Schmalspurbahn von Piräus nach Korinth entsprach. Oberhalb der Felsen stand ein Tempel für Zeus Aphesios, und vermutlich am westlichen Ende lag das Grab des Eurystheus.
Nachdem Xerxes I. in der Schlacht bei den Thermopylen den spartanischen König Leonidas I. besiegt hatte, ließ Kleombrotos den Skironischen Weg 480 v. Chr. zerstören und auf Isthmus von Korinth eine Mauer errichten, um es so den Persern unmöglich zu machen, den Peloponnes zu erobern. Weil Zoilos von Amphipolis sich über Homer lustig machte, soll er um 320 v. Chr. von den Olympiern verfolgt und schließlich von den Skironischen Felsen geworfen worden sein.
Kaiser Hadrian ließ um 130 den Weg ausbauen, so dass er breit genug war für zwei entgegenkommende Wagen.

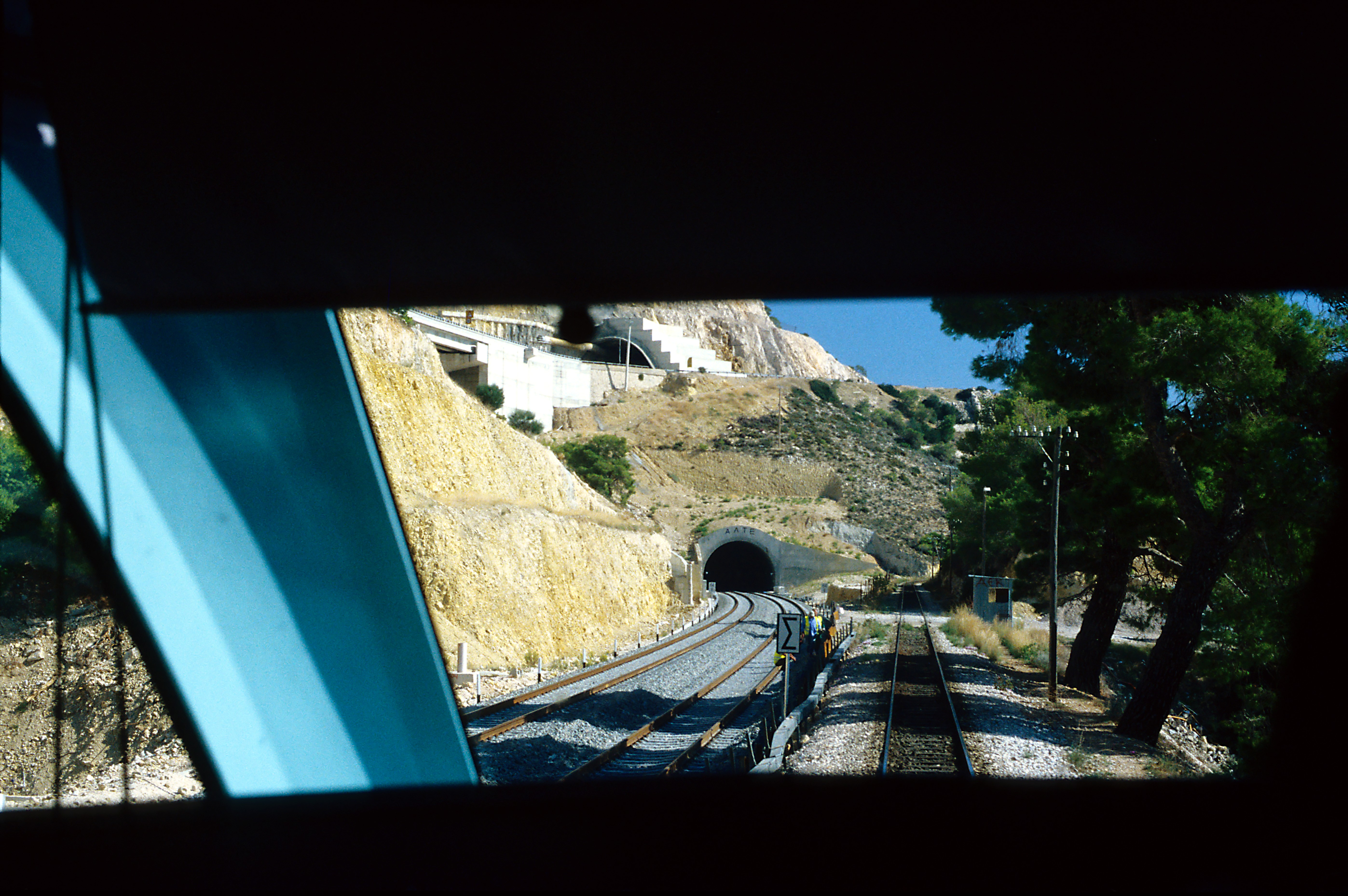
Blick aus der Schmalspurbahn. Links daneben sieht man den Tunnel der Normalspurbahn und oben den Autobahntunnel Thiseas

Im November 1836 reiste Karl Gustav Fiedler von Athen nach Korinth und benutzte dabei den Skironischen Weg. Nach einem anfänglichen Anstieg bei Megara verlief der Weg am Berghang. Der Weg wurde immer schmaler und an der schmalsten Stelle sah er Reste eines antiken Tores. Kurz darauf war der antike Weg nicht mehr nutzbar und man musste auf einem schlechten Weg in Serpentinen zum Strand absteigen. Dieser absteigende Weg wurde damals Kakia Skala genannt und dieser Name wird heute für den gesamten Bereich verwendet. Die restliche Strecke bis nach Kineta musste nun am Strand entlang zurückgelegt werden. Anfang 1837 soll dieser Weg ausgebessert worden sein. Auch als Conrad Bursian in den 1850er Jahren Griechenland bereiste, war der Weg nicht wesentlich besser und Karl Baedeker berichtete 1883, dass der Weg nur bis zur Kaki Skala fahrbar war. 1882 wurde mit dem Bau der Eisenbahnstrecke von Korinth nach Piräus begonnen, die am 14. April 1885 eröffnet wurde. Etwa 5,6 km östlich des Bahnhofs von Kineta gab es die Station Kakia Skala.
Um 1910 wurde die Ethniki Odos 8 für den Straßenverkehr ausgebaut. Während des Zweiten Weltkriegs errichtete die Wehrmacht entlang der Straße und der Bahnlinie zur Verteidigung der Transportwege mehrere Bunker. In den 1960er Jahren wurde diese Straße durch die Ethniki Odos 8a, die etwas höher verlief, ersetzt. Sie hatte wie die alte Straße und die Bahntrasse keine Tunnel und verlief in Kurven um die Felsen. Diese wurde 2017 zur mautpflichtigen Autobahn Aftokinitodromos 8 ausgebaut. Die Spur, die von Megara nach Korinth führt verfügt über 3 Tunnel, Gerania (griechisch Γεράνεια, 930 m Länge), benannt nach dem Gebirge, Efpalinos (griechisch Ευπαλίνος, 1700 m), benannt nach Eupalinos, einem antiken Ingenieur, der den berühmten Tunnel von Samos grub, und Aithra (griechisch Αίθρα, 1160 m), die Mutter des Helden Theseus. Die Namen der Tunnel der entgegengesetzte Richtung beziehen sich auf den lokalen Mythos: Skiron (griechisch Σκίρων, 360 m) und Thiseas (griechisch Θησέας = Theseus, 319 m).
2002 wurde mit dem Ausbau der zweigleisigen Bahnstrecke vom Flughafen Athen-Eleftherios Venizelos nach Patras begonnen. Bis 2005 wurde die Teilstrecke bis Korinth, die entlang der Skironischen Felsen führt, fertiggestellt. In diesem Bereich führt sie durch zwei Tunnel von 2,4 und 1,5 km Länge.

## Skirone Museum

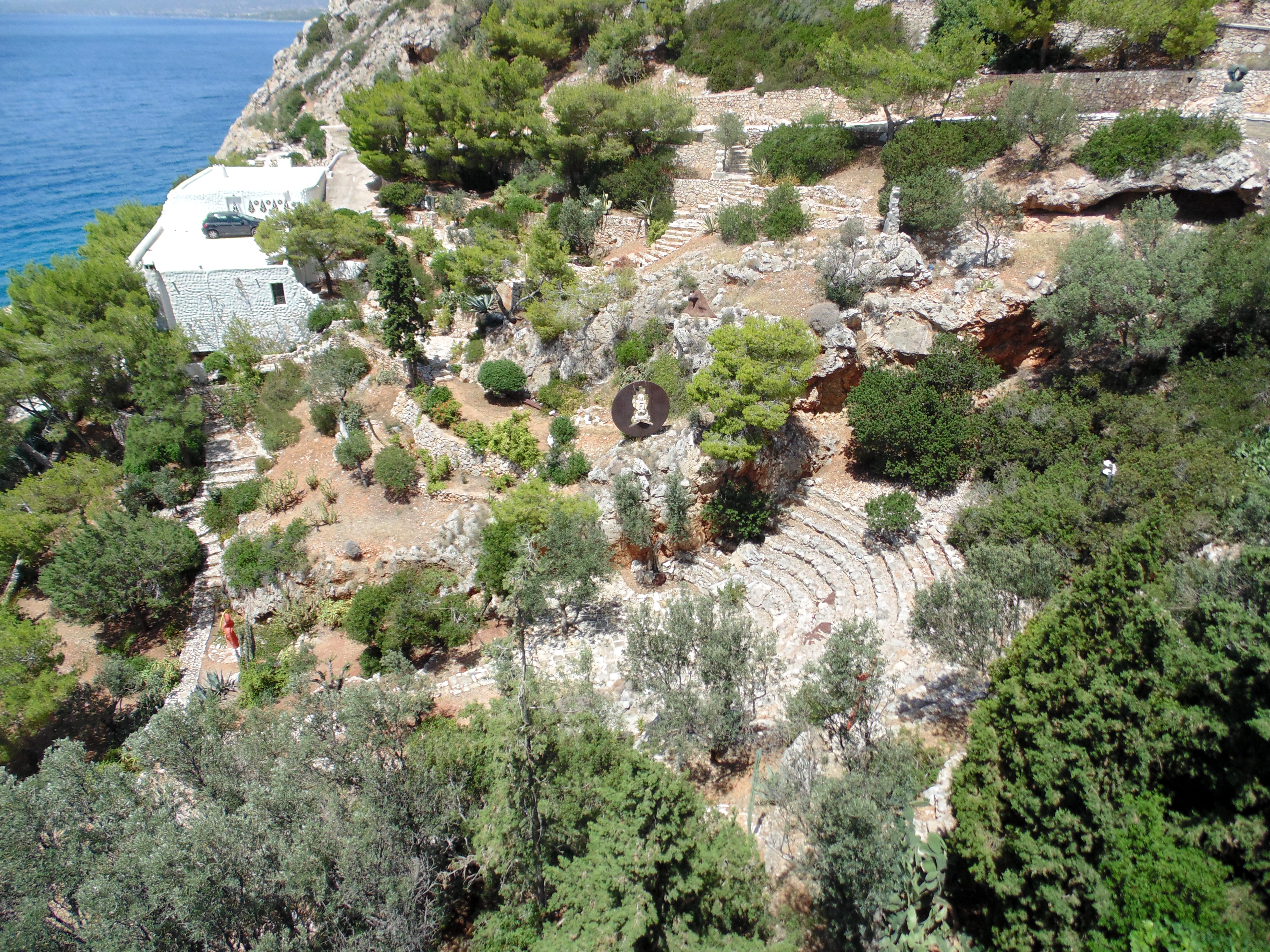
Skirone Museum mit Garten und Theater

Etwa im mittleren Bereich der Skironischen Felsen, unterhalb der Ethniki Odos 8, befindet sich 50 m westlich des Hotels Cokkinis das Skirone Museum. Es ist dem griechischen Künstler Kostas Polychronopoulos gewidmet. In dem Museum und dem angrenzenden Garten sind Bilder und Skulpturen des Künstlers ausgestellt. Es gibt auch ein kleines Theater, das in der Art antiker Theater errichtet wurde.